# Olof von Unge (jurist)
Olof von Unge, född den 21 februari 1899 i Norrköping, död den 24 maj 1991 i Djursholm, var en svensk jurist. Han var son till Hugo von Unge. 
von Unge studerade vid Uppsala universitet och avlade filosofie kandidatexamen där 1923 och juris kandidatexamen 1924. Han blev amanuens vid kammarrätten 1929 och assessor där 1935. von Unger var kammarrättsråd 1942–1966 och ordförande å division 1950–1966. Han var sekreterare vid centrala omsättningsskattenämnden 1940–1942 och vice ordförande i centrala uppbördsnämnden 1951–1964. von Unge är gravsatt i minneslunden på Djursholms begravningsplats.